# Kłecko
Kłecko (in tedesco Kletzko) è un comune urbano-rurale polacco del distretto di Gniezno, nel voivodato della Grande Polonia.
Ricopre una superficie di 131,7 km² e nel 2004 contava 7 615 abitanti.